# 星映電影
星映電影有限公司（英語：Star Shine Film Co., Ltd.）是台灣電影製作公司，2013年由李依純成立，製作電影為出發點。

## 作品
- 電影：
  - 《風雲高手》（2015）
  - 《玩命貼圖》（2019）[1]
  - 《為你存在的每一天》（2019）

- 電視劇：
  - 《廢財闖天關》（2020）
  - 《牛轉錢乾財神到》（2021）
  - 《廢財闖天關2》（2021）

## 得獎紀錄
電影《玩命貼圖》所榮獲的獎項共3個，入圍4個獎項
- 榮獲洛杉磯影展"最佳新導演""最佳特效"兩項大獎
- 入圍第42屆加拿大蒙特羅世界影展
- 入圍洛杉磯影展
- 入圍美國恐怖迷影展
- 入圍北紐約恐怖影展
- 榮獲好萊塢恐怖影展榮譽稻穗

電影《為你存在的每一天》所榮獲的獎項共20個
- 榮獲 美國獨立電影獎《亞洲卓越特別提及獎》
- 榮獲 義大利佛羅倫斯電影獎 《最佳劇情片導演》
- 榮獲 紐約電影獎 《最佳影片》《最佳劇情片》《最佳新導演》《最佳年輕演員》《最佳演員組合》
- 榮獲洛杉磯電影獎《最佳劇情片》《最佳新導演》《最佳演員組合》《最佳劇情片榮譽獎》
- 榮獲洛杉磯菲斯蒂喬斯國際影展《最佳劇情片》《最佳劇情片導演》《最佳原著故事》《最佳女主角榮譽獎》《最佳演員組合》《最佳攝影》
- 榮獲義大利奧尼羅電影獎《最佳劇情片》
- 榮獲倫敦獨立電影獎《最佳劇情片》《最佳女導演》

## 外部連結
- 星映電影的Facebook專頁